# Эскиюль
Эскию́ль (фр. Esquiule [ɛskjul], баск. Eskiula) — коммуна во Франции, находится в регионе Аквитания. Департамент — Атлантические Пиренеи. Входит в состав кантона Олорон-Сент-Мари-1. Округ коммуны — Олорон-Сент-Мари.
Код INSEE коммуны — 64217.

## География

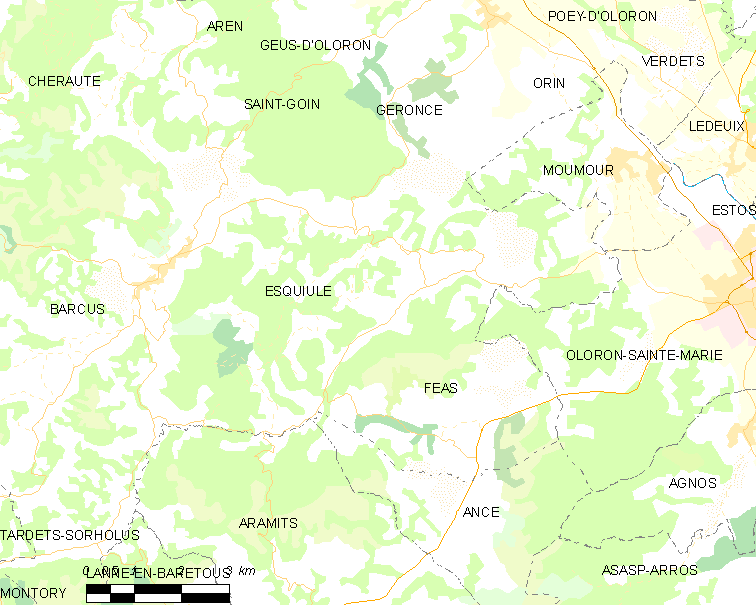
Карта коммуны

Коммуна расположена приблизительно в 680 км к югу от Парижа, в 185 км южнее Бордо, в 30 км к юго-западу от По.
По территории коммуны протекают реки Верт и Литос.

### Климат
Климат тёплый океанический. Зима мягкая, средняя температура января — от +5°С до +13°С, температуры ниже −10 °C бывают редко. Снег выпадает около 15 дней в году с ноября по апрель. Максимальная температура летом порядка 20-30 °C, выше 35 °C бывает очень редко. Количество осадков высокое, порядка 1100 мм в год. Характерна безветренная погода, сильные ветры очень редки.

## Население
Население коммуны на 2010 год составляло 537 человек.
| 1962 | 1968 | 1975 | 1982 | 1990 | 1999 | 2010 |
| ---- | ---- | ---- | ---- | ---- | ---- | ---- |
| 617  | 538  | 497  | 474  | 523  | 501  | 537  |

## Администрация
| Период | Период | Фамилия           | Партия | Примечания |
| ------ | ------ | ----------------- | ------ | ---------- |
| 1959   | 1969   | Андре Оргамбид    |        |            |
| 1969   | 1983   | Жан-Пьер Руссё    |        |            |
| 1983   | 1995   | Жан Бердо         |        |            |
| 1995   | 2008   | Лоран Шабальгуати |        |            |
| 2008   | 2020   | Жан Бедекарракс   |        |            |

## Экономика
В 2010 году среди 354 человек трудоспособного возраста (15-64 лет) 257 были экономически активными, 97 — неактивными (показатель активности — 72,6 %, в 1999 году было 72,8 %). Из 257 активных жителей работали 242 человека (133 мужчины и 109 женщин), безработных было 15 (6 мужчин и 9 женщин). Среди 97 неактивных 29 человек были учениками или студентами, 45 — пенсионерами, 23 были неактивными по другим причинам.

## Достопримечательности
- Церковь Непорочного Зачатия (XIX век)[5]

## Фотогалерея

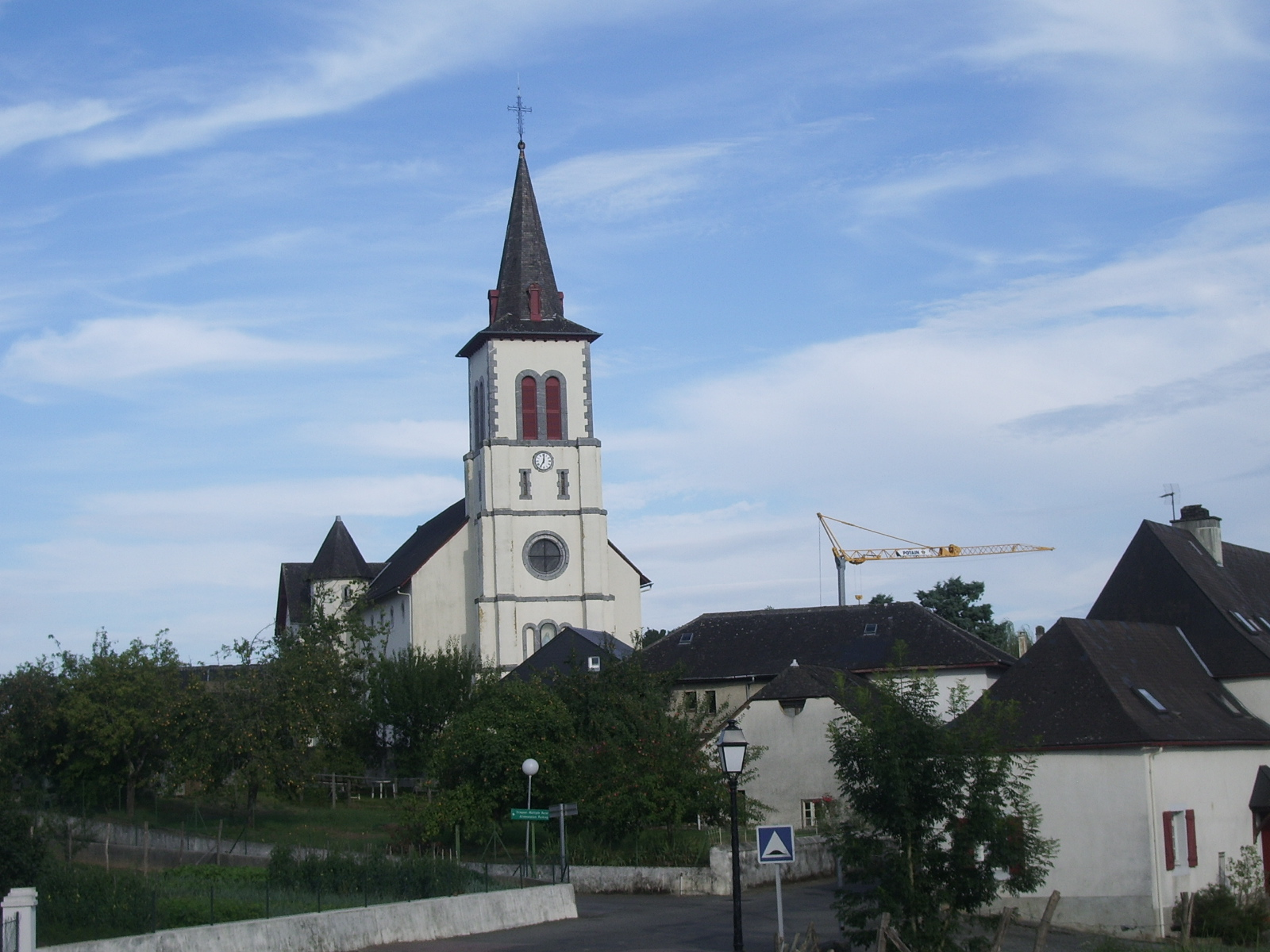
Церковь Непорочного Зачатия
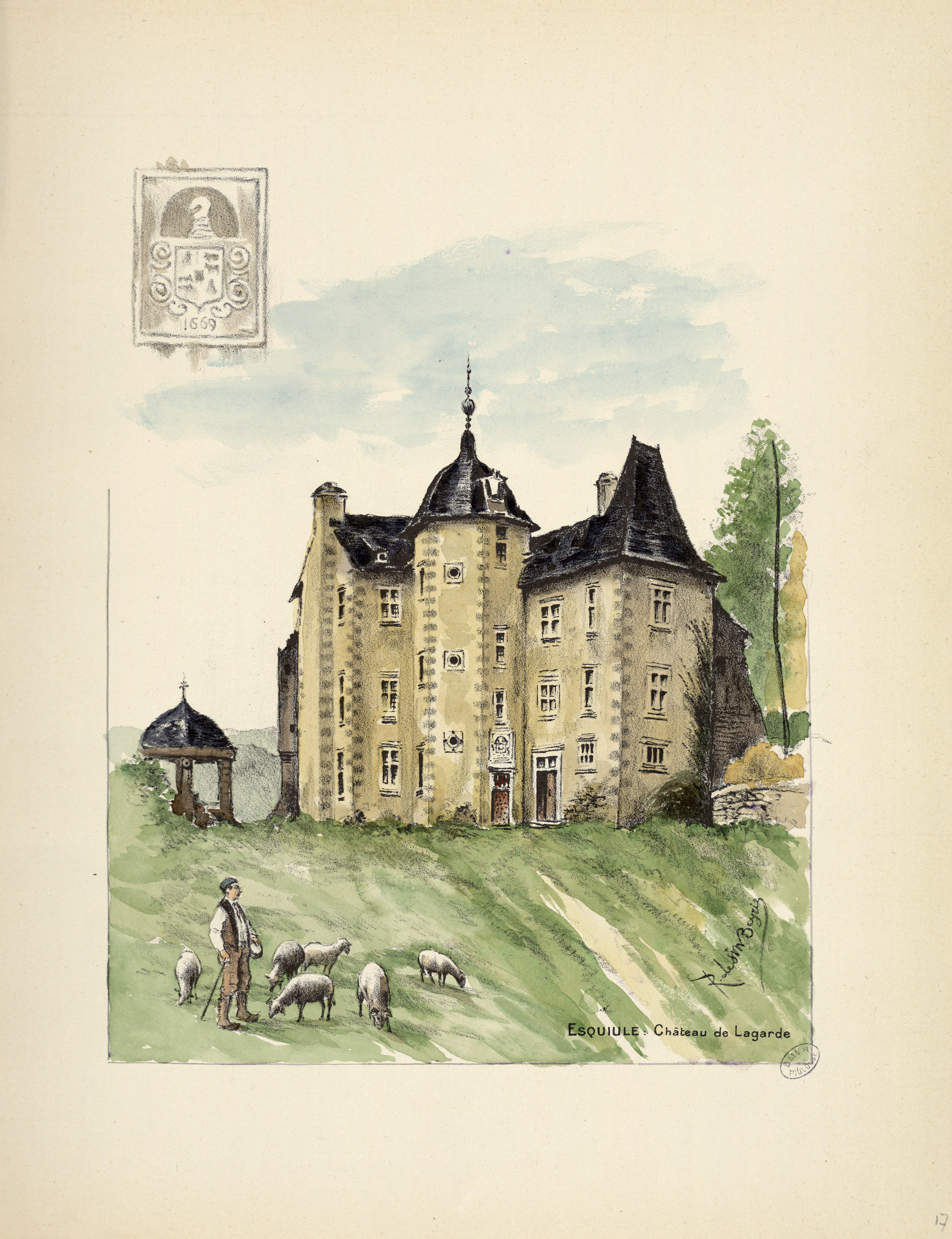
Замок Лагард (рисунок 1926 года)